# 六氰合铁(II)酸银
六氰合铁(II)酸银是一种无机化合物，化学式为Ag4[Fe(CN)6]。它可由六氰合铁(II)酸钾和硝酸银按化学计量比反应得到。如果加入了过量的钾盐会生成复盐KAg3[Fe(CN)6]，这种复盐可以进一步和硝酸银反应，生成Ag4[Fe(CN)6]。
六氰合铁(II)酸银加热按下式分解：
3 Ag4[Fe(CN)6] → 12 Ag + Fe3C + C + N2↑ + 8 (CN)2↑